# Glen Baggerly
Glen Baggerly (* 1957 in London, England, Vereinigtes Königreich) ist ein US-amerikanischer Schauspieler, Fitnesstrainer und ehemaliges Model sowie Baseballspieler.

## Leben
Baggerly ist der Sohn einer Britin und eines US-Amerikaners. Er wuchs in Portland im US-Bundesstaat Oregon auf, wo er später dank eines Baseballstipendiums an der University of Oregon studierte. Nach seinem Studienabschluss verließ er die Ducks in Richtung Italien, wo er drei Jahre lang bei den Teams in Bollate und Castenaso professionell Baseball spielte. In den Gehirnerschütterungen, welche sich Baggerly während seiner aktiven Karriere zuzog, sieht er heute den Grund für seine langfristigen gesundheitlichen Probleme. In seinen 20er Jahren war er als Model tätig. Anschließend wurde er bei den United States Air Force Pararescue ausgebildet. Aufgrund seiner Aufmerksamkeitsdefizit-/Hyperaktivitätsstörung konnte er keine Militärkarriere anstreben. Hauptberuflich arbeitet er als Fitnesstrainer.
Nach dem Aus beim Militär begann er mit dem Schauspiel. Nach einer Nebenrolle im Spielfilm Shadow Play und zwei Episoden in der Fernsehserie Nowhere Man – Ohne Identität! begann er ab 2007 verstärkt als Schauspieler in Erscheinung zu treten. 2015 war er in der Rolle des Lt.Col. Ira Dailey in insgesamt fünf Episoden der Fernsehserie Combat Report zu sehen. Neben Episodenrollen in  Leverage, Grimm oder American Crime Story war er auch immer wieder in Kurzfilmen zu sehen. 2019 übernahm er eine größere Rolle in dem Katastrophenfilm San Andreas Mega Quake.

## Filmografie
- 1986: Shadow Play
- 1995–1996: Nowhere Man – Ohne Identität! (Nowhere Man) (Fernsehserie, 2 Episoden)
- 2007: Music Within
- 2009: Trouble ohne Paddel 2 – Die Natur ruft! (Without a Paddle: Nature's Calling)
- 2009: Everyman’s War – Hölle in den Ardennen (Everyman’s War)
- 2010: Leverage (Fernsehserie, Episode 3x03)
- 2012–2013: Grimm (Fernsehserie, 3 Episoden, verschiedene Rollen)
- 2014: Gage (Kurzfilm)
- 2015: Combat Report (Fernsehserie, 5 Episoden)
- 2016: Dani's Bucket List (Fernsehserie, Episode 1x02)
- 2016: There's A War Going On (Kurzfilm)
- 2016: Cold Chains, Hard Hearts and Bloody Hands
- 2017: The Saint (Kurzfilm)
- 2017: Bring Me the Head of Trapper Flint
- 2018: The 187 on Shirewood Lane (Mini-Serie)
- 2018: American Crime Story (Fernsehserie, Episode 2x05)
- 2018: The 5th Quarter (Fernsehserie, Episode 2x10)
- 2018: All Too Human
- 2018: Lucky Henry (Kurzfilm)
- 2018: A Reckoning
- 2018: Getaway (Kurzfilm)
- 2018: Saurian Shudder (Kurzfilm)
- 2018: Caesar's Ring
- 2019: San Andreas Mega Quake
- 2019: The Cinephile (Kurzfilm)
- 2019: The Cure (Kurzfilm)
- 2020: You Missed a Spot (Kurzfilm)
- 2020: Gambit: Playing for Keeps (Kurzfilm)
- 2021: Faster (Kurzfilm)